# Sinamma quadrata
Espèce
Sinamma quadrata est une espèce d'araignées aranéomorphes de la famille des Tetrablemmidae.

## Distribution
Cette espèce est endémique du Guangdong en Chine,. Elle se rencontre vers Yingde.

## Description
Le mâle holotype mesure 1,31 mm et la femelle paratype 1,49 mm.

## Systématique et taxinomie
Cette espèce a été décrite par Tong et Li en 2022.

## Publication originale
- Cheng, Ren, Tong, Bian & Li, 2022 : « Two new species of the spider genus Sinamma Lin & Li, 2014 (Araneae, Tetrablemmidae) from Guangdong Province, China. » Zootaxa, no 5091(3), p. 443-454.